# ハノイ市街地コース
ハノイ・ストリート・サーキット (英語: Hanoi Street Circuit, ベトナム語: Đường đua phố Hà Nội) は、ベトナムの首都ハノイのナムトゥリエム区に仮設される市街地サーキット。F1世界選手権のベトナムグランプリを開催するために建設された。全長は5.607 km (3.484 mi)で、ヘルマン・ティルケによって設計された。

## 概要

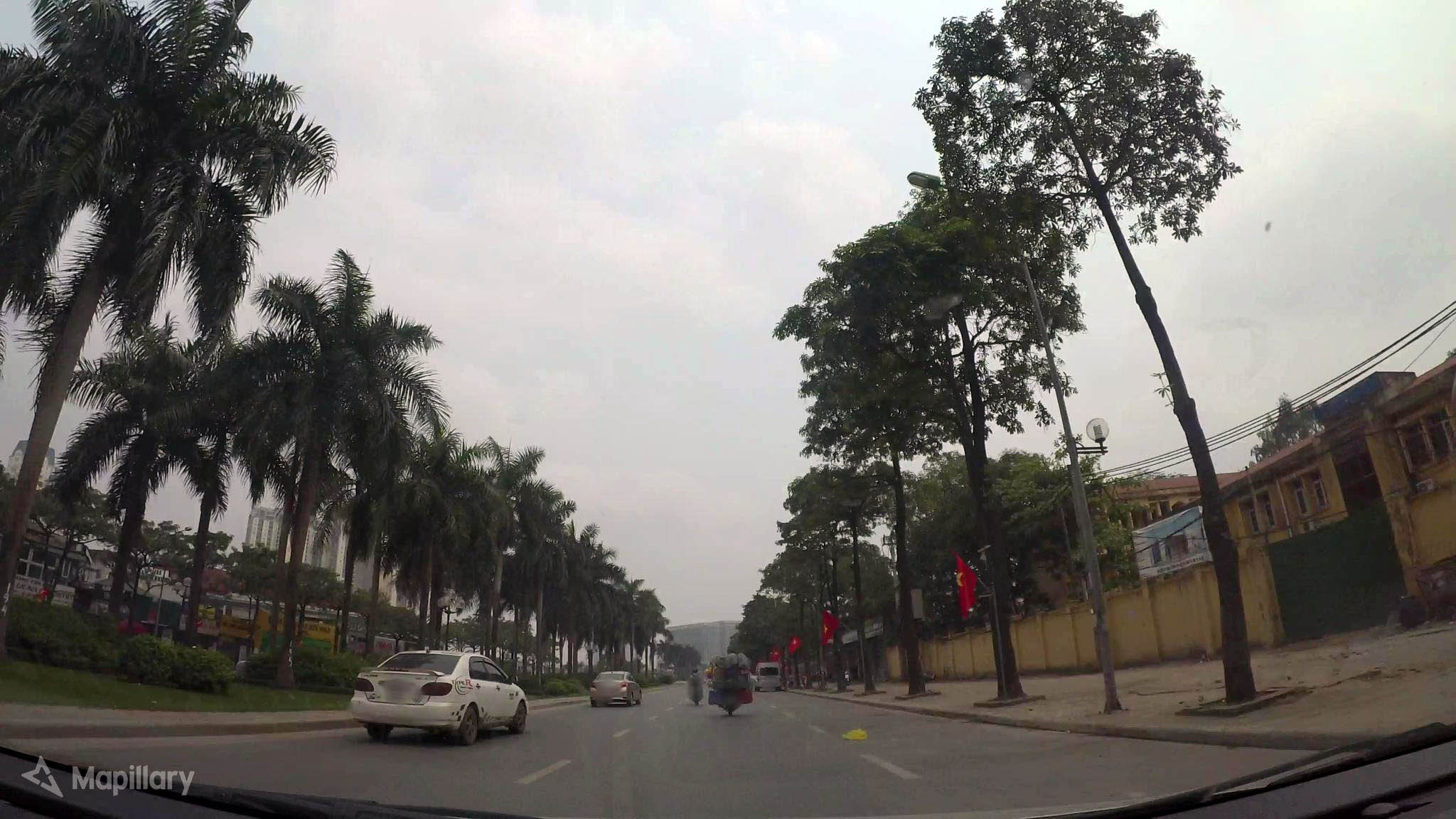
サーキットの一部となるレ・クアン・ダオ通り

サーキットはミーディン国立競技場の隣にあり、公道を使用するセクションと、完成後に一般公開される専用セクションを合わせたレイアウトで構成されている。また、F1のサーキットで最も長い1.5 km (0.93 mi)のストレートがある。専用のセクションはモンテカルロ市街地コース、鈴鹿サーキット、セパン・インターナショナル・サーキット 、ニュルブルクリンク（GPコース）など、いくつかの既存のサーキットからヒントを得ている。他のサーキットのコーナーを応用する方法は、以前サーキット・オブ・ジ・アメリカズのレイアウトを設計する際に使用されていた。ピットビルはハノイのシンボルとなっているタンロン遺跡や文廟（孔子廟）から着想を得た伝統的なデザインとなっている。
元のレイアウトは22コーナーで構成されていたが、安全性を向上させるために2019年12月に改訂され、第3セクターにコーナーを1つ追加して23コーナーとなった。サーキットは2020年2月に完成し、同年4月5日に行われるF1ベトナムGPの開催に備えたが、新型コロナウイルス感染症の世界的流行により開催を断念した。2021年も新型コロナウイルス感染拡大の影響により開催中止となった。